# 마르사스칼라

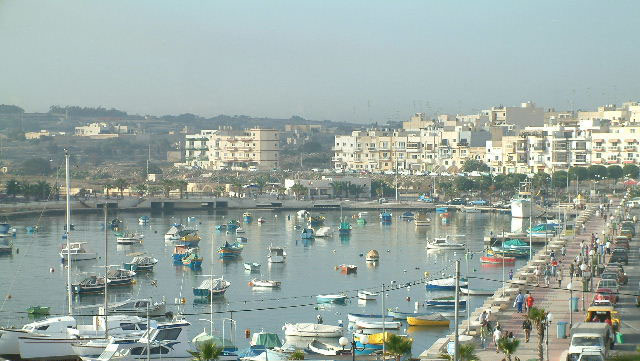
마르사스칼라 시가지의 모습

마르사스칼라의 위치

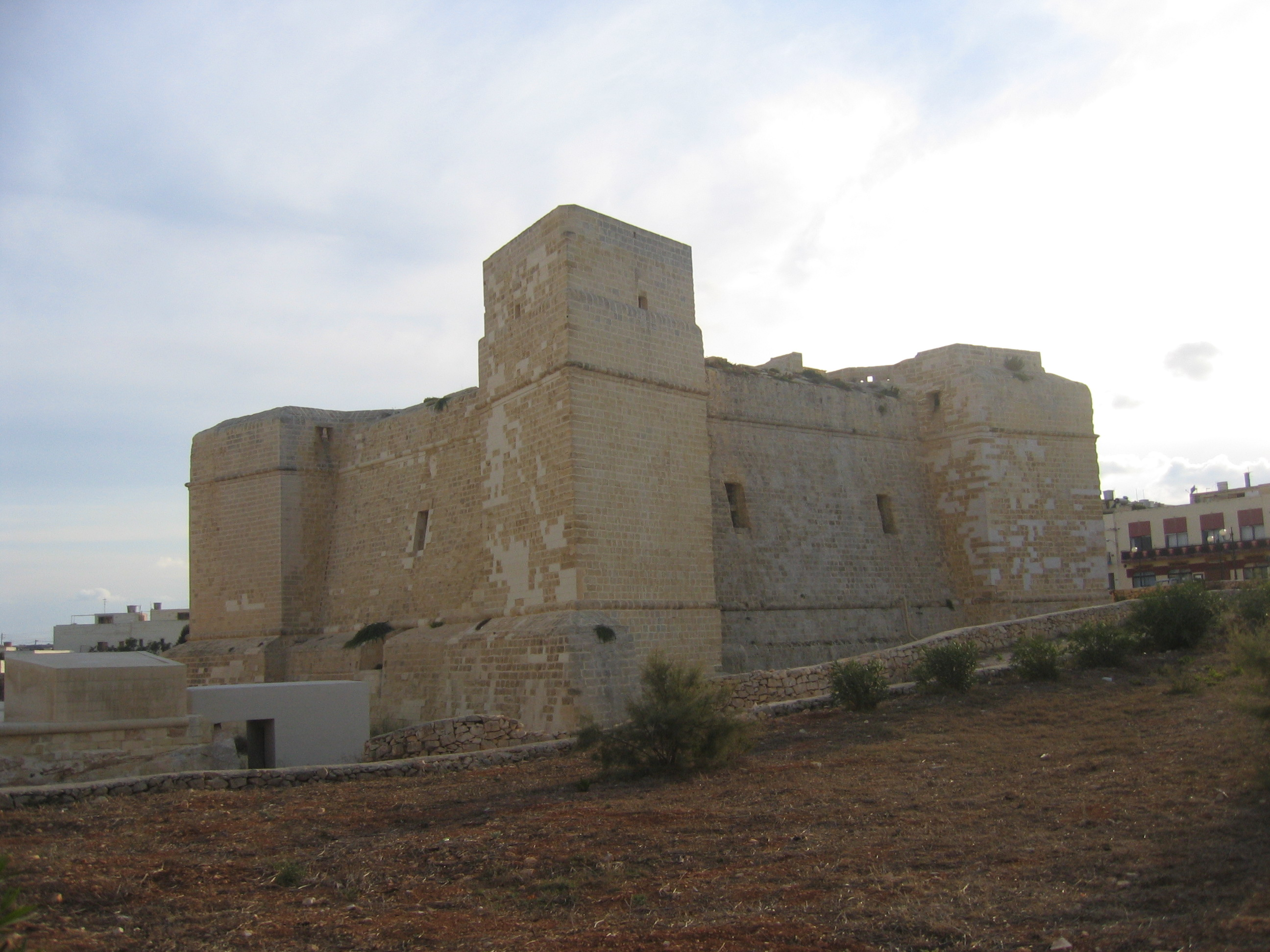
마르사스칼라 세인트토머스 탑

마르사스칼라(몰타어: Marsaskala)는 몰타 남동부에 위치한 도시로 면적은 5.4km2, 인구는 10,024명(2010년 7월 기준), 인구 밀도는 1,900명/km2이다.

시기
시 문장